# Randberg

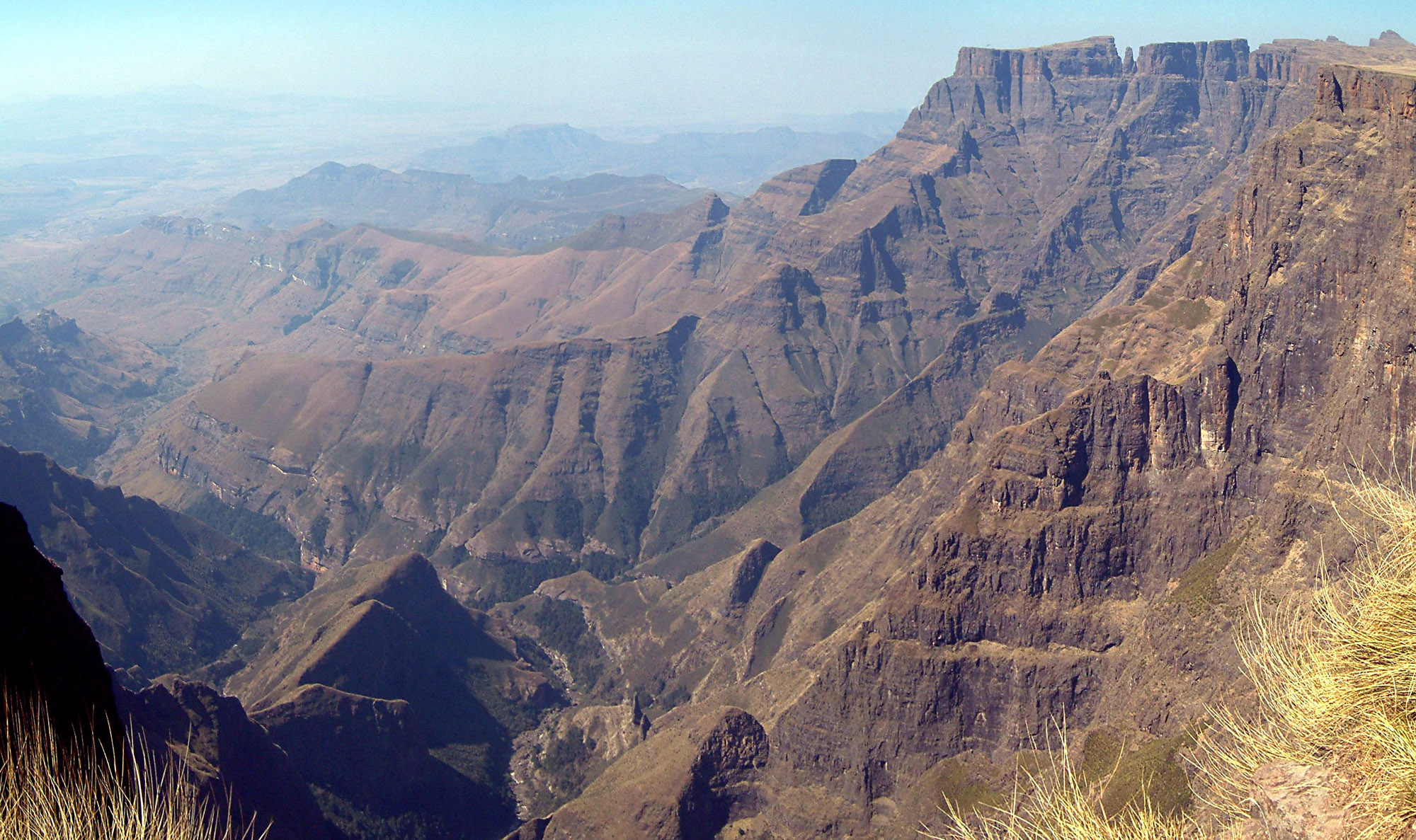
Drakensberg i Sydafrika, ett exempel på randberg.

Randberg är berg som avgränsar en högplatå eller högslätt. De ligger ofta längs med forna kontinentalgränser som brutits isär av tektoniska krafter. Kanterna lyfts upp i en sådan process och efterhand bildas berg och dalgångar av erosionen. Ibland används även benämningen för andra berg som avgränsar ett geologiskt område. 
Följande är exempel på randberg:
- Drakensberg och andra berg runt Sydafrikas kust
- Grönlands kustberg
- Skandinaviska fjällkedjan
- Taurusbergen
- Great Dividing Range
- Böhmisk-Mähriska randbergen